# 工研院站
工研院站（建设时工程名为池东站）是济南轨道交通1号线的地铁车站，位于中华人民共和国山东省济南市长清区崮云湖街道丹桂路南侧，2019年4月1日投入运营。

## 命名
建设时本站工程名为“池东站”，2018年5月18日，济南轨道交通集团报经市委、市政府批准，确定将本站命名为“工研院站”。

## 车站构造
工研院站为1号线起点站，位于长清区丹桂路路南侧，为路侧地面三层岛式车站。首层布置变电所和部分设备用房，南侧设消防通道，二层为站厅层和主要设备管理用房区，三层为站台层。车站主体总长度为127.8m，总建筑面积为11013.8㎡。

## 出入口
| 編號         | 指示                              |
| ------------ | --------------------------------- |
| 出口 · A     | 丹桂路南侧车站西                  |
| 出口 · B     | 丹桂路南车站西北                  |
| 出口 · C · 1 | 丹桂路北侧距济南幼儿师范南门400米 |
| 出口 · C · 2 | 丹桂路北侧距济南幼儿师范南门350米 |

### 临近地点
- 济南幼儿师范高等专科学校
- 山东消防培训基地
- 池东村